# Лютісбург
Лютісбург (нім. Lütisburg) — громада  в Швейцарії в кантоні Санкт-Галлен, виборчий округ Тоггенбург.

## Географія
Громада розташована на відстані близько 135 км на схід від Берна, 23 км на захід від Санкт-Галлена.
Лютісбург має площу 14,1 км², з яких на 6,3% дозволяється будівництво (житлове та будівництво доріг), 55,8% використовуються в сільськогосподарських цілях, 35,2% зайнято лісами, 2,8% не є продуктивними (річки, льодовики або гори).

## Демографія
2019 року в громаді мешкало 1606 осіб (+15,2% порівняно з 2010 роком), іноземців було 14,6%. Густота населення становила 114 осіб/км².
За віковим діапазоном населення розподілялося таким чином: 24,1% — особи молодші 20 років, 61,8% — особи у віці 20—64 років, 14,1% — особи у віці 65 років та старші. Було 604 помешкань (у середньому 2,6 особи в помешканні).
Із загальної кількості 673 працюючих 120 було зайнятих в первинному секторі, 224 — в обробній промисловості, 329 — в галузі послуг.